# B.A.G.
B.A.G. é segundo álbum do guitarrista virtuoso brasileiro Sérgio "Serj" Buss.
Por ser curto (duração de 26 minutos e 39 segundos) pode ser considerado um EP. Ele é todo autoral e instrumental.

## Faixas
1. Playing With Colors And Sounds (4:45)
2. In Silence (4:24)
3. Visiting Your Little World (4:46)
4. A Hidden Spot (3:51)
5. Roadster (1:38)
6. Fifth Gear (2:41)
7. Intense (All Over My Body) (4:16)